# Jewish Studies Quarterly
Jewish Studies Quarterly (abgekürzt: JSQ) ist eine vierteljährlich erscheinende Fachzeitschrift für Judaistik. Sie enthält Studien zu Bereichen der jüdischen Geschichte, Religion und Kultur und soll das ganze Spektrum des jüdischen Lebens und Denkens abdecken. JSQ bietet sowohl Aufsätze zu speziellen Themen als auch interdisziplinäre und grundsätzliche Studien. Die erste Ausgabe erschien 1993. Verlegt wird sie im Mohr Siebeck Verlag in Tübingen. Sie wird herausgegeben von Leora Batnitzky und Peter Schäfer (Judaist). Geschäftsführende Herausgeberin ist Sally Freedman.